# Борис Цијан
Борис Цијан (Горица, 11. фебруар 1909 — Београд, 14. август 1993) био је моделар, једриличар, пилот-ловац, машински инжењер, конструктор једрилица и авиона, редовни професор на факултету, ваздухопловнотехнички пуковник ЈНА.

## Биографија
Рођен 11. фебруара 1909 у Горици у породици железничког службеника. Након завршене Гимназије у Марибору 1928. уписује се на Универзитет у Љубљани где се загрејао за авијацију. После годину дана наставља студије на Немачкој високој техничкој школи у Прагу (Deutsche теchnische Hohschule in Prag) на којој је дипломирао јуна 1934. године и постао инжењер машинства. После повратка у земљу завршава Школу ваздухопловних резервних официра (ШВРО) у Петроварадину, добија диплому пилота и чин потпоручника а октобра 1935 је постао референт за ваздухопловно једриличарство у Цивилном одељењу Команде ваздухопловства. Октобра 1938. завршио је Ловачку пилотску школу (ПШ) на аеродрому у Земуну, па је као већ оформљени летач и инжењер постао пробни пилот Ваздухопловној опитној групи (ВОГ) у којој је био задужен за пријем ловаца. Рат проводи у заробљеништву из кога бежи и прикључује се НОП-у. После рата се демобилише и ради као конструктор летилица.

## Пројекти авиона
- Аеро 1 - једномоторни школски двосед дрвене конструкције (1939) конкурс Аероклуба
- Аеро 2 - једномоторни школски двосед дрвене конструкције (1940) конкурс КВВ, произведено у Икарусу (1947—1950) 275 авиона
- Тројка - једномоторни туристички двосед нискокрилац дрвене конструкције. (1948) произведено 80 авиона у Утви.
- Курир - једномоторни извиђачки авион металне конструкције са мотором ДМБ VI П 160 KS (1954) произведено у Икарусу 166 авиона.
- Курир-Х - једномоторни извиђачки хидроавион са Lycoming мотором 420 KS (1957) произведено у Икарусу 1 авион.

## Пројекти једрилица
- Скакавац - једрилица дрвене конструкције (1938)
- Галеб - једрилица дрвене конструкције пројектована (1939) направљена (1946)
- Галеб II - модификована једрилица Галеб (1948)
- Орао I - једрилица једносед дрвене конструкције (1949)
- Орао II - модификована једрилица Орао (1950)
- Кобац - двоседа једрилица дрвене конструкције (1952)
- Метеор - једрилица металне конструкције, пројектована у заједници са инж. Обадом и инж. Мазовец (1958)

## Одликовања и признања
- Двапут је одликован Орденом за рад.
- На конгресу ОСTИВ-а 1960. добио је, као други у свету, сребрну плакету ОSТIV која представља највеће међународно признање за научни допринос развоју једриличарства.
- Више деценија био је члан највиших форума у Ваздухопловном савезу Југославије.
- Највеће признање је добио од већине својих колега једриличара који су га сматрали "Оцем једриличарства у Југославији".